# Опитер Вергиний Есквилин
Опитер Вергиний Трикост Есквилин (на латински: Opiter Virginius Tricostus Esquilinus) e римски суфектконсул през 478 пр.н.е. на мястото на починалия Гай Сервилий Структ Ахала. Негов колега е Луций Емилий Мамерк.
Опитер Вергиний произлиза от патрицианската фамилия Вергинии. Вероятно е син на Опитер Вергиний Трикост (консул 502 пр.н.е.) и брат на Прокул Вергиний Трикост Рутил (консул 486 пр.н.е.). Роднина е на Луций Вергиний Трикост Есквилин (консулски военен трибун 402 пр.н.е.).